# Vavřinecký rybník
Vavřinecký rybník  je největší rybník na Kutnohorsku. Je to vodní plocha o rozloze 72 hektarů ve Středočeském kraji, asi tři kilometry severně od města Uhlířské Janovice. Lokalita je součástí Hornosázavské pahorkatiny.Je napájen potokem Výrovka ( na horním toku též Vavřinec či Vavřinecký potok, na středním toku též Kouřimka a níže Plaňanka, teprve u ústí Výrovka). Plocha rybníka má obloukovitý tvar, na jihovýchodní straně je malý ostrůvek. Východně od jeho břehu vede železniční trať Kolín–Ledečko a silnice Žíšov–Hatě, dále pokračuje severním směrem do obce Vavřinec.

## Využití
Rybník se využívá zejména pro chov ryb. Od roku 1974 je rybník využíván vodáky. Vždy při přípravě rybníka na podzimní výlov, se kamenité koryto říčky Výrovka na odtoku naplní na několik dní přívalem vody, který umožní vodákům čelit vodním válcům a vírům, proplétat se mezi brankami a proplouvat pod můstky.